# José Alencar Furtado
José Alencar Furtado (Araripe, 11 de agosto de 1925 – Brasília, 11 de janeiro de 2021) foi um advogado, escritor e político brasileiro nascido no Ceará e que exerceu três mandatos de deputado federal pelo Paraná.

## Biografia
Filho de Vicente Alencar Barbosa e Maria Furtado Alencar, foi advogado, com bacharelado em Direito pela Faculdade de Direito do Ceará em 1950. Militante da Esquerda Democrática, uma dissidência udenista que originaria o Partido Socialista Brasileiro (PSB), foi um dos fundadores desta legenda no Ceará. Transferindo-se para o estado do Paraná, foi advogado junto à prefeitura de Paranavaí.
Após o Golpe militar que depôs João Goulart em 1964, ingressou no Movimento Democrático Brasileiro (MDB) e foi eleito suplente de deputado estadual em 1966 e presidente do diretório regional da legenda (1969-1970). Foi ferrenho defensor de João Goulart e foi um forte opositor da Ditadura.
Eleito deputado federal em 1970 e 1974, chegou ao posto de líder de bancada, sendo parte do grupo dos chamados "autênticos" do MDB. No entanto, teve o seu mandato parlamentar cassado em 30 de junho de 1977 pela Ditadura no governo de Ernesto Geisel, sendo o 173.º - e último - parlamentar cassado no País com base no AI-5. Privado de seus direitos políticos, elegeu o filho Heitor Alencar Furtado para ocupar seu lugar em 1978.
De volta à cena política após a decretação da anistia pelo presidente João Figueiredo, foi reeleito deputado federal em 1982 pelo PMDB. Todavia, o assassinato de seu filho naquele mesmo ano abalou-o profundamente. Após a eleição de Tancredo Neves para presidente da República, Alencar Furtado acabou por entrar em colisão com o seu partido ao disputar a presidência da Câmara dos Deputados contra Ulysses Guimarães em 1985. No pleito de 1986 disputou o governo do Paraná pelo Partido Municipalista Brasileiro (PMB), em chapa com o então pedetista Jaime Lerner, mas foi derrotado por Álvaro Dias, do PMDB.

## Vida pessoal
Foi casado desde 1950, com Miram Furtado - que conheceu no curso de Direito da Universidade Federal do Ceará. Junto com Miriam teve quatro filhos: Stael, Thais, Dioneé e Heitor. Também foi sogro dos deputados Uldurico Pinto e Francisco Pinto. Também é avô do deputado federal baiano Uldurico Júnior (PROS).

## Obras publicadas
- Salgando a terra, Ed. Paz e Terra (1977).[13]
- Órfãos do talvez, Ed. Beija-Flor (1979).[14]
- A posseira e o doutor, Ed. Thesaurus (1998).[15]

## Morte
Morreu na madrugada do dia 11 de janeiro de 2021, aos 95 anos, no seu apartamento em Brasília. Alencar sofria com problemas cardíacos e renais.